# Kongo na Letnich Igrzyskach Paraolimpijskich 2016
Republikę Konga na Letnich Igrzyskach Paraolimpijskich 2016 w Rio de Janeiro reprezentował jeden lekkoatleta. Był to debiut tego kraju na igrzyskach paraolimpijskich. 
Chorążym reprezentacji podczas ceremonii otwarcia igrzysk był Bardy Bouesso.

## Wyniki

### Lekkoatletyka
| Zawodnik      | Konkurencja        | Finał    | Finał   | Źródło |
| Zawodnik      | Konkurencja        | Rezultat | Miejsce | Źródło |
| ------------- | ------------------ | -------- | ------- | ------ |
| Bardy Bouesso | rzut dyskiem F44   | 20,38 m  | 9       | [ 3 ]  |
| Bardy Bouesso | rzut oszczepem F44 | 29,72 m  | 15      | [ 4 ]  |